# Vivienne Tam
Vivienne Tam (譚燕玉, Tán Yànyù) (Canton, 28 novembre 1957) è una stilista cinese.
Si è trasferita ad Hong Kong all'età di tre anni ed ha frequentato l'Hong Kong Polytechnic University.
Ha fondato un marchio di abbigliamento che prende il suo nome ed è ispirato al design cinese ed alla moda moderna. Il tema della sua prima collezione è stato l'EAST WIND CODE.
Vivienne Tam ha inoltre scritto il libro China Chic, in cui si affronta proprio il tema della moda e dello stile di vita cinese.
La stilista ha lavorato coh Hewlett-Packard nella realizzazione di una linea speciale di netbook firmati, come una versione speciale dei portatili HP Mini 1000 e HP Mini 210. Ha inoltre disegnato i costumi dei personaggi del film d'animazione giapponese LaMB della Animax.

## Opere
- China Chic, Vivienne Tam with Martha Huang, New York : Regan Books, 2000. ISBN 0060392681